# Renate Federhofer-Königs
Renate Federhofer-Königs, geborene Königs (* 4. Januar 1930 in Köln; † 26. Mai 2015), war eine deutsch-österreichische Musikwissenschaftlerin, die sich um die Erforschung der Biographie von Robert Schumann große Verdienste erwarb.

## Leben
Renate Königs studierte ab 1951 an der Universität Köln und wurde 1957 in Köln mit der Arbeit Johannes Oridryus und sein Musiktraktat promoviert. Sie veröffentlichte Aufsätze zur Geschichte der Musiktheorie und schrieb Artikel für das Musiklexikon MGG. 
Renate Königs lebte in Mainz und war mit dem 2014 verstorbenen Musikwissenschaftler Hellmut Federhofer verheiratet. Ihre Tochter ist die Literaturwissenschaftlerin Marie-Theres Federhofer, die seit 2008 Professorin an der Universität Tromsø in Norwegen ist.

## Publikationen (Auswahl)

### Bücher
- Johannes Oridryus und sein Musiktraktat (Düsseldorf 1557) (= Beiträge zur rheinischen Musikgeschichte, Band 24), Köln 1957
- Wilhelm Joseph von Wasielewski (1822–1896) im Spiegel seiner Korrespondenz, Tutzing: Schneider 1974 (= Mainzer Studien zur Musikwissenschaft, Band 7)
- Der Davidsbündler August Gathy (1800–1858), Tutzing 2006

### Aufsätze
- Der Briefwechsel von Wilhelm Joseph von Wasielewski (1822–1896) in seiner Bedeutung für die Schumann-Forschung, in: Convivium musicorum. Festschrift Wolfgang Boetticher zum 60. Geburtstag, Berlin 1974, S. 52–67
- Schumann-Symposium in Düsseldorf, in: Die Musikforschung, Jg. 35 (1982)
- Wilhelm Joseph von Wasielewski, Schumanns Düsseldorfer Konzertmeister und Biograph, in: Robert-Schumann-Gesellschaft (Hrsg.), Robert Schumann – Ein romantisches Erbe in neuer Forschung, Mainz 1984, S. 67–85
- Adolf Schubrings Beziehung zu Robert Schumann, in: Mitteilungen der Kommission für Musikforschung, Band 37 (1985), S. 351–368
- Das Wiener Musikleben der Jahre 1846–1848 in der Korrespondenz Gustav Nottebohm – Robert Schumann. Mit unveröffentlichten Briefen Nottebohms, in: Studien zur Musikwissenschaft. Beihefte der Denkmäler der Tonkunst in Österreich, Band 37 (1986), S. 47–101
- Die Beziehungen von Robert Schumann zur Familie André. Mit unveröffentlichten Briefen, in: Gutenberg-Jahrbuch, Jg. 63 (1988), S. 190–205
- Das Verhältnis von Alfred Julius Becher (1803–1848) zu Robert Schumann (1810–1858). Mit unveröffentlichten Briefen, in: Studien zur Musikwissenschaft. Beihefte der Denkmäler der Tonkunst in Österreich, Band 40 (1991), S. 97–131
- Der unveröffentlichte Briefwechsel Alfred Julius Becher (1803–1848) – Felix Mendelssohn Bartholdy (1809–1847), in: Studien zur Musikwissenschaft. Beihefte der Denkmäler der Tonkunst in Österreich, Band 41 (1992), S. 7–94
- Lauretana-Vertonungen aus der Barockzeit, in: Studien zur Musikgeschichte. Eine Festschrift für Ludwig Finscher, Kassel 1995
- Individualdrucke Lauretanischer Litaneien des 17. und 18. Jahrhunderts, in: Festschrift für Winfried Kirsch zum 65. Geburtstag, Tutzing 1996
- Ein Schumann-Verehrer aus Wien: Carl Debrois van Bruyck (1828–1902), in: Schumann-Studien 5 (1996), S. 221–320
- Louis Schindelmeisser und Robert Schumann in ihrer Korrespondenz, in: Traditionen – Neuansätze. Für Anna Amalie Abert (1906–1996), hrsg. von Klaus Hortschansky, Tutzing 1997, S. 249–264
- Anton Schindler aus der Sicht seiner Zuschriften an Robert Schumann, in: Neues musikwissenschaftliches Jahrbuch, Jg. 7 (1998), S. 99–159
- Zum Wiener Musikleben im November 1839. Zwei Zuschriften von Joseph Fischhof an Robert Schumann, in: Biblos. Beiträge zu Buch, Bibliothek und Schrift, hrsg. von der Österreichischen Nationalbibliothek, Band 48 (1999), S. 31–50
- Anton Schindlers Briefe an Robert Schumann. Ein Kaleidoskop zum musikalischen Zeitgeschehen, in: Festschrift Christoph-Hellmut Mahling zum 65. Geburtstag (= Mainzer Studien zur Musikwissenschaft, Band 37), Tutzing 1997, S. 341–360
- Robert Schumanns Wiener Weggefährte Johann Vesque von Püttlingen, in: Neues musikwissenschaftliches Jahrbuch, 2000, S. 111 ff.
- Zu August Gathys (1800–1858) Leben und Wirken, in: Schumanniana Nova. Festschrift Gerd Nauhaus zum 60. Geburtstag, Sinzig: Studio-Verlag 2002, S. 223–249